# Firebladssystemet
Firebladssystemet er den betegnelse, man normalt bruger om det fænomen, at der i første halvdel af 1900-tallet i større bysamfund eller regioner i Danmark normalt var fire aviser, der hver var knyttet til et bestemt politisk parti: De Konservative, Venstre, Det Radikale Venstre og Socialdemokratiet. Systemet toppede omkring 1914 med 241 aviser fordelt ud over Danmark. Efter 1. verdenskrig brød systemet sammen efterhånden som avisernes fokus flyttede sig fra partipolitik til nyhedsjournalistik.
Selv om danske aviser ikke længere har noget formelt tilhørsforhold til politiske partier, 
forbindes flere af dem alligevel med en bestemt politisk orientering. Berlingske Tidende knyttes til De Konservative, Morgenavisen Jyllands-Posten til Venstre, Politiken til Det Radikale Venstre og Avisen.dk til SF og Socialdemokratiet. 
| Anime eller manga | Spire Denne artikel om medie og kommunikation er en spire som bør udbygges. Du er velkommen til at hjælpe Wikipedia ved at udvide den. |